# Ann Forrest
Ann Forrest (também conhecida pelo seu nome de nascimento Anna Kromann e como Ann Kroman ou Ann Kornan) foi uma atriz dinamarquesa, que fez aparições em filmes mudos de Hollywood.
Forrest nasceu em 14 de abril de 1895 em Sønderho, Dinamarca e morreu em 25 de outubro de 1985 em São Diego, Califórnia, Estados Unidos. Entre 1915 e 1925, ela atuou em 33 filmes.

## Filmografia selecionada

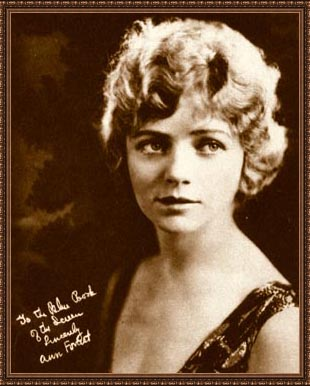
Ann Forrest

- The Tar Heel Warrior (1917)
- The Midnight Man (1917)
- The Husband Hunter (1918)
- The Rainbow Trail (1918)
- Marked Cards (1918)
- The Midnight Man (1919)
- The Grim Game (1919)
- Love's Prisoner (1919)
- Her Decision (1918)
- Behold My Wife! (1920)
- A Wise Fool (1921)
- Love's Boomerang (1922)
- Marriage Morals (1923)
- If Winter Comes (1923)